# Tom Petty and the Heartbreakers
Tom Petty and the Heartbreakers was een Amerikaanse rockband rond leadzanger en gitarist Tom Petty. 
De band is in 1976 opgericht. Naast Petty bestond de oorspronkelijke line-up uit gitarist Mike Campbell, toetsenist Benmont Tench, drummer Stan Lynch en bassist Ron Blair. In 1982 verliet Blair de band en werd vervangen door Howie Epstein; die bleef de daaropvolgende twee decennia bij de band. In 1991 sloot Scott Thurston zich bij de band aan, voornamelijk op gitaar en keyboard. In 1994 werd Stan Lynch op drums vervangen door Steve Ferrone.
Hoewel het grootste deel van het materiaal van Petty werd geproduceerd en uitgevoerd onder de naam "Tom Petty and the Heartbreakers" (naast werk met andere bands, zoals de Traveling Wilburys), bracht Petty drie soloalbums uit. Hiervan is Full Moon Fever uit 1989 het succesvolst. Ook bij deze releases werkten enkele bandleden mee als studiomuzikanten en mede-producenten.

## Geschiedenis
Als tiener vormde Tom Petty in zijn geboorteplaats Gainesville verschillende bands waar hij gitaar en bas speelde en soms ook in zong. In 1970 richtte hij samen met Mike Campbell de band Mudcrutch op. De band genoot enig succes in Florida. In 1974 verhuisde de band naar Los Angeles waar ze door Leon Russell een contract aangeboden kregen. Ze namen een plaat op, maar de eerste single "Depot Street" (1975) was geen succes en wist de hitlijsten niet te halen. Als gevolg hiervan werd door hun label Shelter besloten om het album niet uit te geven. Teleurgesteld trok Petty de stekker uit de band. Die bestond op dat moment verder uit toetsenist Benmont Tench, bassist Charlie Souza en drummer Randall Marsh. Petty liet zich door producer Denny Cordell overhalen om solo verder te gaan, maar dan wel met Campbell aan zijn zijde.
Een jaar na de opheffing werd Petty door Tench uitgenodigd om als sessiemuzikant een bijdrage te leveren aan de opnames van een demo. Die vonden plaats in Santa Monica in Californië. De andere muzikanten waren gitarist Jeff Jourard, bassist Ron Blair, drummer Stan Lynch en Randall Marsh. De sessie leidde uiteindelijk tot de oprichting van Tom Petty and the Heartbreakers. De bezetting bestond uit Petty, Campbell, Tench, Blair en Lynch. The Heartbreakers begonnen hun carrière met het album Tom Petty and the Heartbreakers. Dit album leverde in de Verenigde Staten weinig aandacht op, maar in Europa hadden ze al vroeg succes na een optreden in Top of the Pops. De singles "Anything That's Rock 'n' Roll", "Breakdown" en "American Girl" kregen met name in het Verenigd Koninkrijk veel airplay. Na het Europese succes werd "Breakdown" in 1978 opnieuw uitgebracht in de VS en haalde toen wel de hitlijst.
Het tweede album van de groep, You're Gonna Get It! , behaalde de gouden status en de singles "I Need to Know" en "Listen To Her Heart" haalden de hitlijsten. In 1979 was de band verzeild geraakt in een juridisch conflict tussen ABC Records en MCA Records. Het derde album, Damn the Torpedoes, werd uitgebracht via MCA's Backstreet-label. Dit album betekende de Amerikaanse doorbraak voor de band en de singles "Don't Do Me Like That" en "Refugee" kwamen beiden hoog in de lijst.
Bij het volgende album, Hard Promises uit 1981, kwam Petty wederom in conflict met de platenmaatschappij. De platenmaatschappij wou het album voor $ 9,98 op de markt brengen terwijl albums destijds voor $ 8,98 verkocht werden. Petty had bezwaar tegen deze prijsverhoging en dreigde het album terug te trekken. MCA ging overstag en bracht het album voor # 8,98 op de markt. Ook dit album, en dan vooral "Insider", een duet met Stevie Nicks, werd goed ontvangen. Voor hun vijfde album, Long After Dark (1982), werd bassist Ron Blair vervangen door Howie Epstein die daarvoor in de begeleidingsband van Del Shannon zat. De band zou tot 1991 deze bezetting houden, al bracht de band tot 1985 geen nieuw materiaal uit. 
Het zesde album, Southern Accents kwam uit in 1985. De opname verliep niet zonder problemen; Petty raakte gefrustreerd tijdens het mixen van een nummer en brak zijn linkerhand toen hij tegen een muur sloeg. De single "Don't Come Around Here No More" werd geproduceerd en medegeschreven door Dave Stewart van de Eurythmics. De videoclip voor dit nummer won een MTV Video Music Award. In hetzelfde jaar ging de band op tournee en bracht het live-album Pack Up the Plantation uit. Bob Dylan nodigde Tom Petty and the Heartbreakers uit om hem als begeleidingsband te vergezellen tijdens de tournee door Australië, Japan en de VS (1986) en Europa (1987). In 1987 bracht de groep Let Me Up (I've Had Enough) uit, waarop het nummer "Jammin' Me" staat dat dat Petty samen met Dylan en Campbell schreef. 

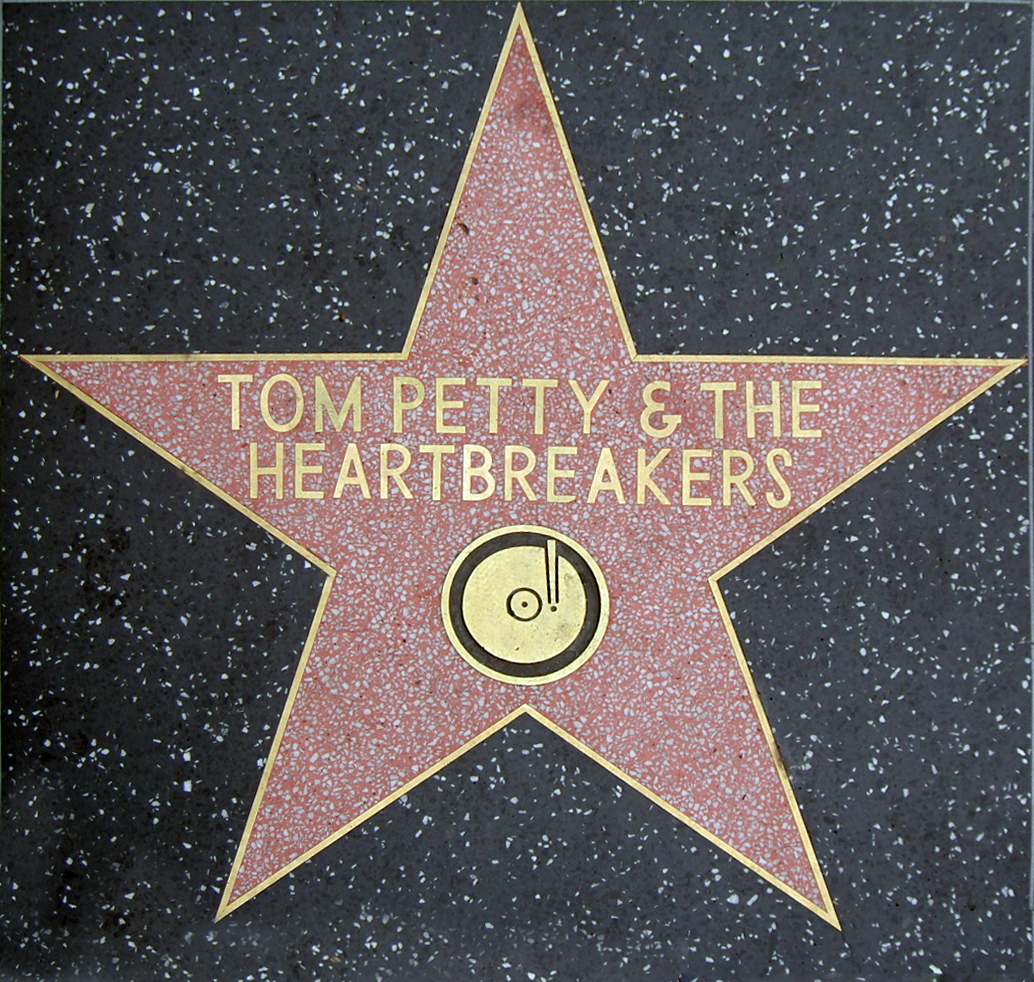
Ster op de Hollywood Walk of Fame, toegekend in 1999

In 1989 bracht Petty zijn debuutsoloalbum Full Moon Fever uit, dat vijf succesvolle singles bevatte ("I Won't Back Down", "Runnin' Down a Dream", "Free Fallin'", "A Face in the Crowd" en "Yer So Bad"). Hierna ging Petty weer met de Heartbreakers de studio in en dat resulteerde in 1991 in het album Into the Great Wide Open, geproduceerd door Jeff Lynne. De titeltrack en "Learning to Fly" werden beiden grote hits. Multi-instrumentalist Scott Thurston sloot zich bij de band aan tijdens de tour voor het album.
In 1993 bracht Petty een verzamelalbum uit en nam hiervoor de single "Mary Jane's Last Dance" op. In 1994 verliet Lynch de band. Drummer Dave Grohl zag ervan af om zich bij de band aan te sluiten en koos voor zijn eigen band, Foo Fighters. De rest van de jaren negentig waren Tom Petty and the Heartbreakers een kwartet. De band nam sindsdien nog meerdere albums en singles op, maar wist hiermee niet de successen van de hoogtijperiode te evenaren. De band werd in 2002, het eerste jaar dat ze verkiesbaar ervoor was, opgenomen in de Rock and Roll Hall of Fame. 
In 2017 begon de band aan een 40-jarig jubileumtournee door de Verenigde Staten. De tour begon op 20 april in Oklahoma City en eindigde op 25 september met een optreden in de Hollywood Bowl. Het Hollywood Bowl-concert, dat de laatste show van de Heartbreakers werd, eindigde met een uitvoering van "American Girl".
Op 2 oktober 2017 overleed Tom Petty op 66-jarige leeftijd aan een hardstilstand. Hoewel de band nooit officieel opgeheven is, heeft zij sinds Petty's overlijden niet meer als zodanig opgetreden of materiaal opgenomen.

## Discografie
- Tom Petty and the Heartbreakers, 1976
- You're Gonna Get It!, 1978
- Damn the Torpedoes, 1979
- Hard Promises, 1981
- Long After Dark, 1982
- Southern Accents, 1985
- Let Me Up (I've Had Enough), 1987
- Into the Great Wide Open, 1991
- Songs and Music from "She's the One", 1996
- Echo, 1999
- The Last DJ, 2002
- Mojo, 2010
- Hypnotic Eye, 2014

- Gemeinsame Normdatei: 10151202-8
- Library of Congress Control Number: n91126766
- MusicBrainz: f93dbc64-6f08-4033-bcc7-8a0bb4689849
- Nationale Bibliotheek van Israël: 987007365710405171
- Virtual International Authority File: 152284346